# سه عصر
سه عصر (انگلیسی: Three Ages) فیلمی در ژانر کمدی رمانتیک و نقیضه به کارگردانی باستر کیتون و ادوارد اف کلاین است که در سال ۱۹۲۳ منتشر شد. از بازیگران آن می‌توان به باستر کیتون، والاس بیری، جو رابرتز، و لایونل بلمور اشاره کرد.